# Vi ville dig se, så grekerna bad
Vi ville dig se, så grekerna bad är en psalm med text skriven 1968 av Anders Frostenson och bearbetad 1971. Musiken är skriven 1968 av Lars Åke Lundberg. Texten är hämtad ur Johannesevangeliet 12:20-26.

## Publicerad i
- Herren Lever 1977 som nummer 922 under rubriken "Tillsammans i världen - Fred - frihet - rättvisa".[2]
- 1986 års psalmbok som nummer 600 under rubriken "Tillsammans i världen". (Texten i denna version är försedd med copyright)
- Psalmer och Sånger 1987 som nummer 716 under rubriken "Tillsammans i världen".[1]